# Důl Ferdinand (Cvrčovice)
Důl Ferdinand (Důl císaře Ferdinanda) v Cvrčovicích (okres Kladno) byl hlubinný důl na černé uhlí společnosti Císařské buštěhradské doly, pojmenovaný po tehdejším císaři Ferdinandu I.

## Historie
Jáma byla založena v místě kutací šachtice č. 1 z let 1837–1838 na jižním svahu hnidouského údolí. Zahájení hloubení bylo v roce 1849 a pro velký přítok důlních vod její hloubení přerušeno v roce 1852. Hloubka jámy dosáhla 76,8 m. Po vyražení odvodňovací štoly do Týneckého potoka (Čabárny) a nasazení výkonných důlních čerpadel pokračovalo hloubení jámy až v roce 1871. V roce 1874 bylo v hloubce 272,6 m dosaženo uhelné sloje 8,5 m mocné.
V roce 1871 bylo zahájeno hloubení druhé jámy Ferdinand II ve vzdálenosti 76 m od jáma Ferdinand I.
Tento dvojdůl byl do roku 1875 v majetku císaře Ferdinanda I. a v letech 1875–1882 by v držení císaře Františka Josefa I. V období 1880–1918 důl vlastnila Privátní společnost Buštěhradské dráhy.Po zestátnění železnice zakoupila důl Pražská úvěrní banka po níž byl důl přejmenován na Prago.
V roce 1888 byl vyražen překop mezi doly Ferdinand a František Josef a další v roce 1911. Tímto překopem byla v roce 1915 převedena těžba na jámy František Josef a Tragy. V roce 1919 byl důl uzavřen a obě jámy zasypány. V roce 1963 na jámě Ferdinand II byl zjištěn pokles zásypu o cca 30 m, který byl doplněn. V roce 2003 při zajišťování jam byl na jámě Ferdinand I zjištěn pokles zásypu o cca 70 m. Zásyp byl doplněn a obě jámy zabezpečeny ohlubňovými povaly.

## Popis
Mezi zděné jámové budovy jam Ferdinand I a II s přilehlými strojovnami byla vložena kotelna se dvěma komíny. Tato liniová kompozice byla zdůrazněna křídly jámových budov s pultovými střechami. Profil Ferdinand I byl 6,3 × 1,98 m po celé hloubce 291 m. Profil jámy Ferdinand II 7,9 × 2,37 m byl po celé hloubce 286,9 m. Důl těžil uhlí ze Svrchní radnické sloje (Hlavní kladenká sloj).
Důl byl v roce 1876 vlečkou napojen na Buštěhradskou dráhu. Vlečka začínala ve stanici Kladno-Vrapice pokračovala s odbočkami k dolům Marie-Antonie a Vítek a odtud kolem Cvrčovic na důl Ferdinand. Celková délka byla 3 km. Trať byla v provozu od roku 1876 do roku 1921.

## Ubytování
Kolem příjezdové cesty na návrší u dolu Ferdinand vznikla kolonie Dolu Ferdinand tvořená přízemními domky na jižní straně a přízemními dvojdomky na straně severní. Společným znakem dvojdomků bylo kruhové okno ve vrcholu štítu.
Na patě odvalu dolu Ferdinand oddělené od kolonie Dolu Ferdinand vznikla kolonie Čabárna. Byla tvořena dvěma patrovými domy a pokračovala v západním směru přízemními rodinnými domky. Patrové domy měly rovnou fasádu dělené lizénami a patro bylo zvýrazněno cihelným pásem.